# Xivry-Circourt
Xivry-Circourt är en kommun i departementet Meurthe-et-Moselle i regionen Grand Est (tidigare regionen Lorraine) i nordöstra Frankrike. Kommunen ligger i kantonen Audun-le-Roman som tillhör arrondissementet Briey. År 2022 hade Xivry-Circourt 267 invånare.

## Befolkningsutveckling
Antalet invånare i kommunen Xivry-Circourt
| Referens: INSEE |